# Mozdonyvezető

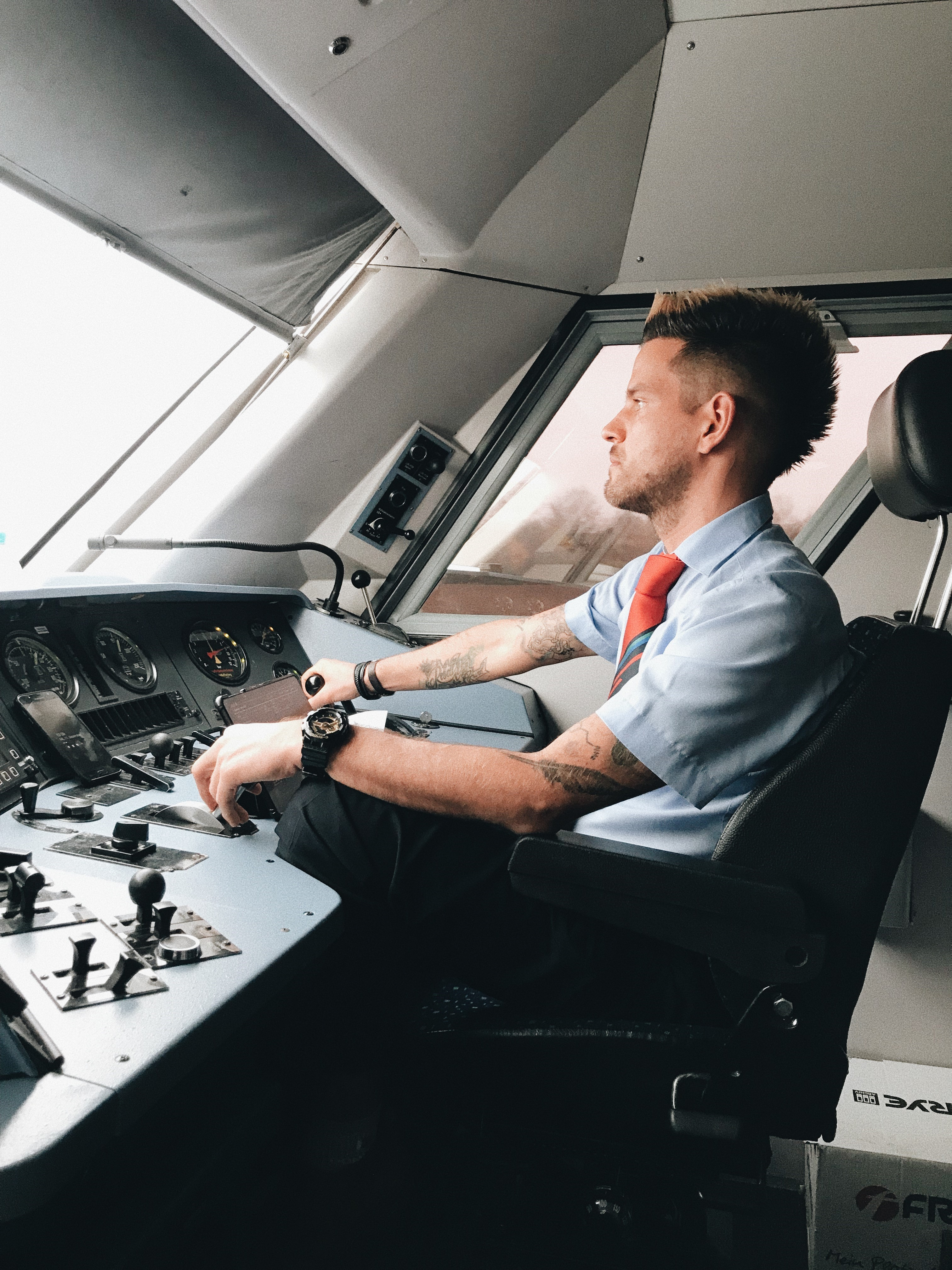
Német mozdonyvezető a Deutsche Bahn intercity vezérlőkocsijában

Mozdonyvezető az a személy, aki önállóan és biztonságos módon jogosult a vasúti vontatójárművek vezetésére, beleértve azok vonat- és tolatási mozgásait is. Továbbá szükség esetén megfelelő ismeretek birtokában más mozdonyvezetők mellett pilótaként is szolgálatot teljesíthet.

## Munkaköre

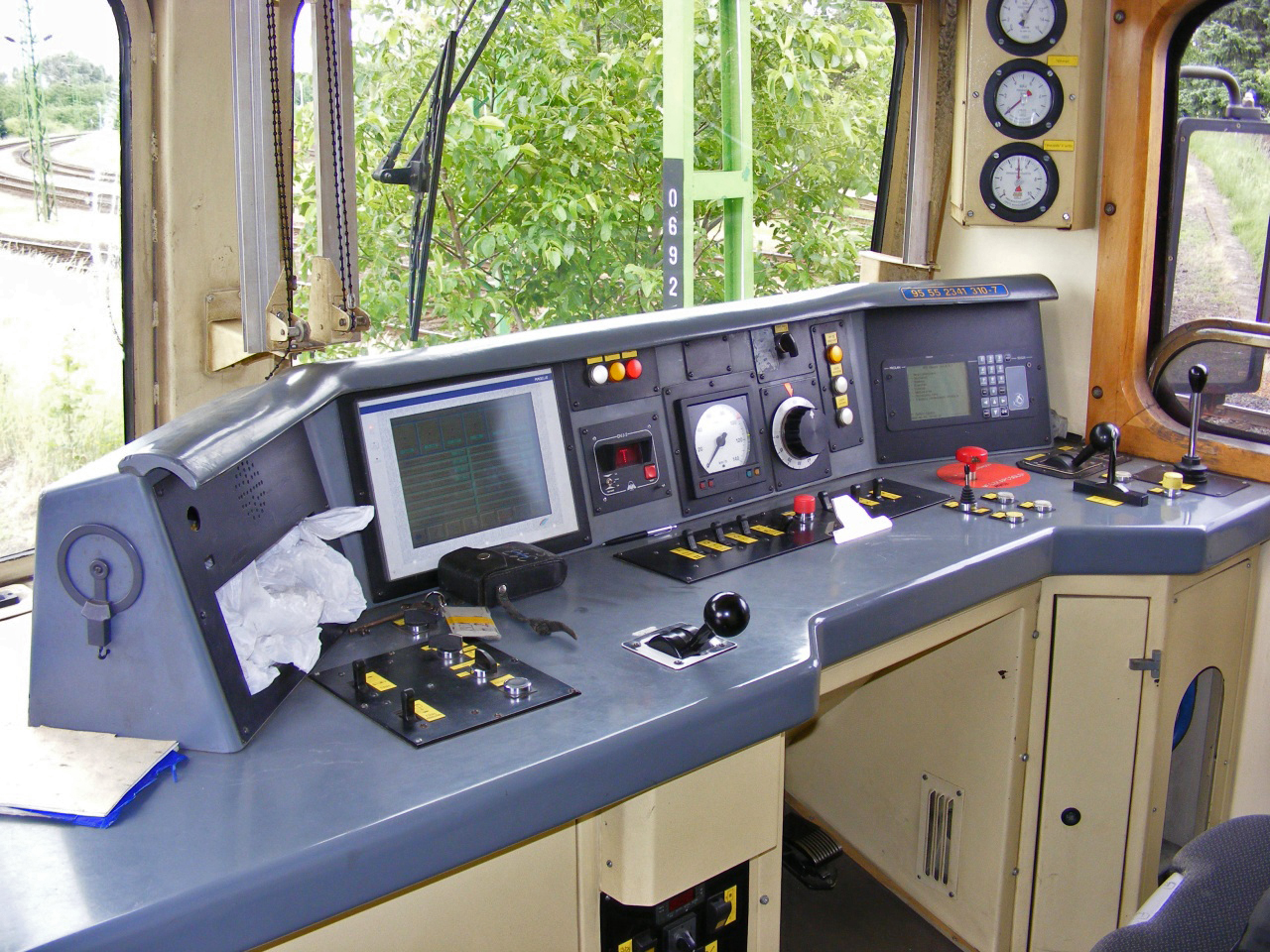
M41 „Csörgő” mozdony korszerűsített vezetőpultja, a mozdonyvezető szolgálati helye

A szolgálat felvétele előtt a mozdonyvezető köteles tájékozódni a szolgálatot érintő információkról, mint a szolgálati menetrend, a napi lassújel kimutatás, vágányzárak és az írásban kiadott rendelkezések. A felkészülést követően átveheti a vontatójárművet. Szolgálatváltás esetén meghallgatja a leváltandó mozdonyvezetőtől a jármű állapotáról szóló információit, műszak kezdésekor pedig leellenőrzi a jármű műszaki állapotát. A mozdonyvezető önállóan fékpróbát nem végez, de annak elvégzésében segítséget nyújt.
Tolatási mozgások közben a mozdonyvezetőnek együtt kell működnie a többi tolatószemélyzettel, be kell tartania a személyzet és a jelzők által adott jelzéseket. Azokon a szolgálati helyeket, ahol nincs tolatóvágányutas biztosítóberendezés, a mozdonyvezetőkre is nagyobb felelősség hárul.
A vonat továbbítása előtt a szerelvénynek indulásra készre kell állnia, el kell végezni a készre jelentését. A készre jelentés megállapításáért első sorban a mozdonyvezető a felelős, hiszen ő ismeri a jármű üzemképességét, illetve az ő birtokában van a szolgálati menetrend, az írásbeli rendelkezés és a menetengedély, amit a forgalmi szolgálattevőtől vagy forgalmi vonalirányítótól kap. Menet közben a mozdonyvezető irányítja és felügyeli a vontatójárművet az üzemeltetési korlátoknak megfelelően. Különös figyelmet kell fordítania az alkalmazható legnagyobb sebesség betartására, amit a menetrend, a vonatbefolyásoló berendezés, jelzők jelzésképei, a szerelvény összeállítása és a vonatot érintő egyéb korlátozások határozzák meg.
A vontatójárműre telepített vonatbefolyásoló és éberségi berendezés felügyeli a jármű sebességét, a jelzők jelzésképeit és a mozdonyvezető éberségét, hogy veszélyes helyzet esetén a berendezés vészfékkel megfékezze a vonatot. A mozdonyvezető feladata ezek berendezések és műszerek figyelése és kezelése.
Ha a szolgálata alatt a rábízott vontatójárművön technikai, működési hibát, vagy egyéb rendellenességet tapasztal, a képzettségének megfelelően, és a biztonsági előírások betartása mellett megkezdheti a hiba, rendellenesség elhárítását. Komolyabb hiba esetén – ha a vasúti forgalom és a személyek biztonsága megköveteli –, a mozgásban lévő járművet azonnal megállíthatja, hiba elhárítására segítséget hívhat. Az észlelt hibákról és rendellenességekről köteles jelenteni.

## Követelmények
A mozdonyvezető képzettségétől függ, hogy milyen vontatójárműveket vezethet, mert típusismeretet kell szereznie különböző vontatási módókból és különböző járműsorozatokra. Az Európai Unióban már bevezettek egy harmonizált kiegészítő tanúsítványt, aminek köszönhetően az uniós tagállamok kölcsönösen elfogadják az egymás kiállított mozdonyvezetői engedélyeit.
Mozdonyvezető tanfolyamra jelentkezéshez legalább betöltött 20. életévet várnak el, de a tagállamok már a 18. életévét betöltött jelentkezőknek is kiadhatnak engedély, azonban ebben az esetben az engedély csak az adott tagállam területére lesz érvényes.
A mozdonyvezetőnek nem lehetnek komolyabb látási és hallási zavarjai (különösképpen nem lehet se színvaksága, se színtévesztése), de bizonyos korlátok között megengedett a szemüveg, a kontaktlencse és a hallókészülék használata. A rá háruló nagy felelősség és a potenciális veszély miatt pszichológiai alkalmassági és kábítószerhasználati vizsgálatokat is végeznek. Az orvosi alkalmasságot a tagállam illetékes hatósága által jóváhagyott orvos állapítja meg, és ellenőrzi rendszeresen.
A mozdonyvezetőnek legalább 12 év iskolai, vagy annak megfelelő technikai szakmai végzettség szükséges. Azon mozdonyvezetőknek, akiknek munkájuk során más országok pályahálózat-működtetőivel kell kommunikálniuk, azoknak nyelvismerettel kell rendelkezniük a pályahálózat-működtető által megjelölt nyelven.

## Mozdonyvezetők Magyarországon
Magyarországon az első vasúti tisztképző 1887-ben nyílt meg, ami a mai Baross Gábor Oktatási Központ elődje. A 20. század elején a gőzkorszak mozdonyvezetőit lokomotivvezetőnek is nevezték. Számukra az önálló szolgálat ellátásához előbb 1–2 év fűtői szolgálatot el kellett végezniük, hogy a mozdony kezelését elsajátíthassák, ezt követően pedig forgalmi, jelzési és vonali ismeretekből oktatáson kellett részt venniük, majd pedig ezekből hatósági vizsgát kellett tenniük.
Érdekképviseleti szervezetük a Mozdonyvezetők Szakszervezete.

## Fordítás
- Ez a szócikk részben vagy egészben  a   Triebfahrzeugführer című német Wikipédia-szócikk fordításán alapul.  Az eredeti cikk szerkesztőit annak laptörténete sorolja fel. Ez a jelzés csupán a megfogalmazás eredetét és a szerzői jogokat jelzi, nem szolgál a cikkben szereplő információk forrásmegjelöléseként.